# Bactra boschmai
Bactra boschmai es una especie de polilla del género Bactra, categorizada en la tribu Olethreutini, de la subfamilia Olethreutinae.

## Distribución
Se distribuye por Nueva Guinea.

## Taxonomía
Fue descrita por Diakonoff en 1956 y publicada en (Bactra), Proc. Konin. Neder. Akad. Weten. (C)59: 532.